# Campeonato Paraguayo de Fútbol 1929
La 22 ª edición del campeonato de fútbol de Paraguay fue una competición de liga celebrada en Paraguay, siendo el ganador el Club Olimpia. Este es el séptimo título de liga del club, el tercero consecutivo. El Club Olimpia gana con 5 puntos de ventaja sobre Club Libertad. Sportivo Luqueño completa el podio por primera vez.
Por los play-offs de la temporada anterior que se disputaron en julio de 1929, solo se disputa la segunda parte de la temporada.
Como suele ocurrir con las temporadas de campeonatos de aficionados, no se conocen los resultados completos.

## Relevo anual de clubes
La segunda división la gana el equipo del Club Presidente Hayes que regresa a la primera división luego de solo un año de ausencia. Otros tres equipos ascienden: CALT , que perdió la final de segunda división, Presidente Alvear y Universo.

## Clasificación
Solo se conocen unos pocos resultados. La clasificación general está incompleta.
| Pos. | Equipos              | PJ | PG | PE | PP | GF | GC | Dif. | Pts. |
| ---- | -------------------- | -- | -- | -- | -- | -- | -- | ---- | ---- |
| 1.   | Olimpia              | 9  | -  | -  | -  | -  | -  | -    | 16   |
| 2.   | Libertad             | 9  | -  | -  | -  | -  | -  | -    | 11   |
| 3.   | Sportivo Luqueño     | 9  | -  | -  | -  | -  | -  | -    | 9    |
| 4.   | River Plate          | 9  | -  | -  | -  | -  | -  | -    | 9    |
| 5.   | Guaraní              | 9  | -  | -  | -  | -  | -  | -    | 8    |
| 6.   | Nacional Asunción    | 9  | -  | -  | -  | -  | -  | -    | 7    |
| 7.   | Atlántida Sport Club | 9  | -  | -  | -  | -  | -  | -    | 6    |
| 8.   | Sol de América       | 9  | -  | -  | -  | -  | -  | -    | 4    |
| 9.   | General Caballero ZC | 9  | -  | -  | -  | -  | -  | -    | 3    |
| 10.  | Cerro Porteño        | 9  | -  | -  | -  | -  | -  | -    | 3    |

Pos=Posición; PJ=Partidos jugados; PG=Partidos ganados; PE=Partidos empatados; PP=Partidos perdidos; GF=Goles a favor; GC=Goles en contra; Dif=Diferencia de gol; Pts=Puntos